# Sundsvallsbanken
Artikeln handlar om en tidigare svensk bank. För bankkontor tillhörande Sundsvallsbanken, se Danske Bank i Sverige.

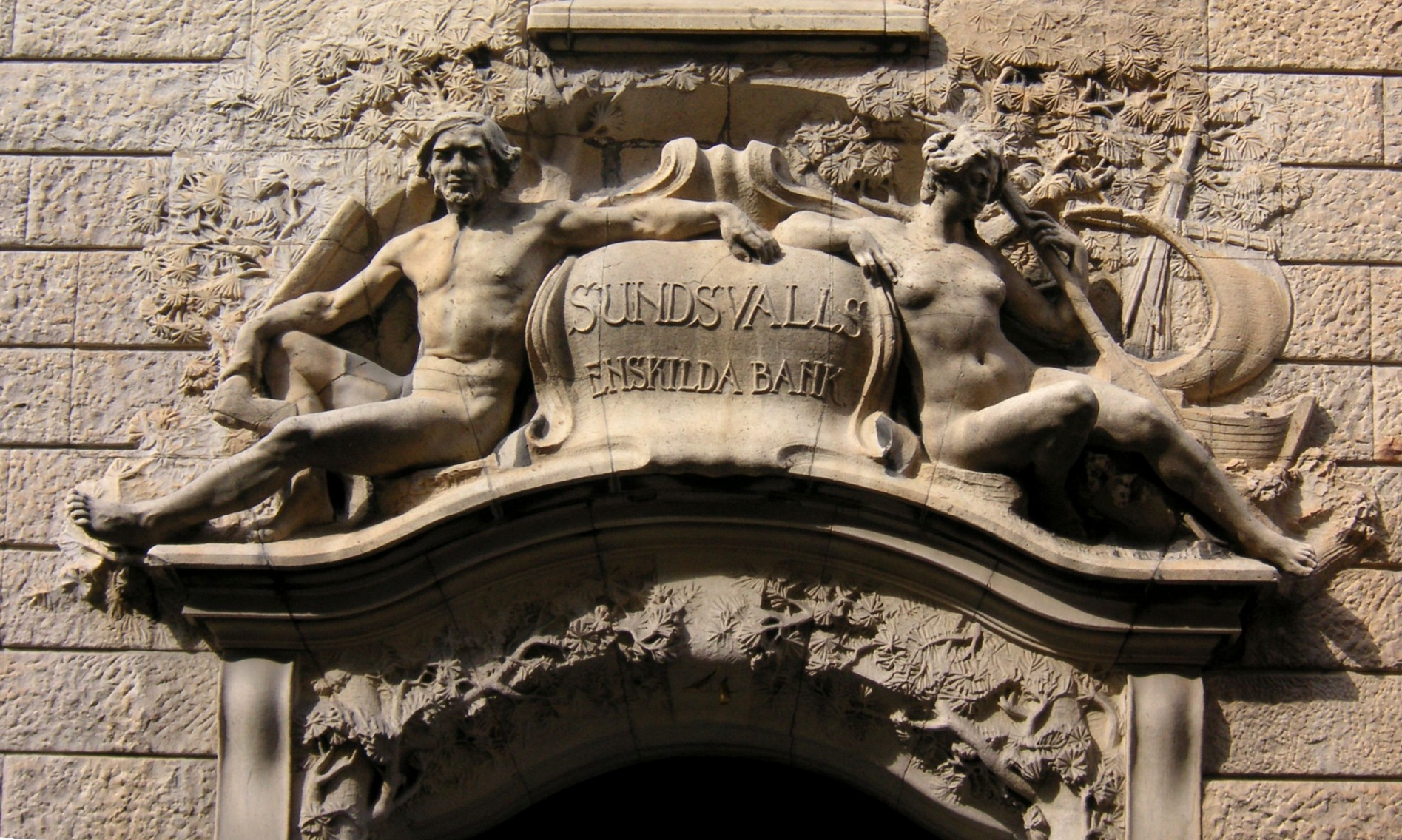
Fasaddetalj från Sundsvallsbankens tidigare Stockholmskontor

Sundsvallsbanken var en svensk affärsbank, grundad 1864 som Sundsvalls Enskilda Bank, med huvudkontor i Sundsvallsbankens hus vid Vängåvan i Sundsvall. 1986 gick banken samman med Uplandsbanken och bildade Nordbanken. Nordbanken blev 1990 uppköpt av statliga PKbanken, och är idag en del av Nordea. Banken uppförde bland annat även en egen byggnad på Fredsgatan 4 i Stockholm. 

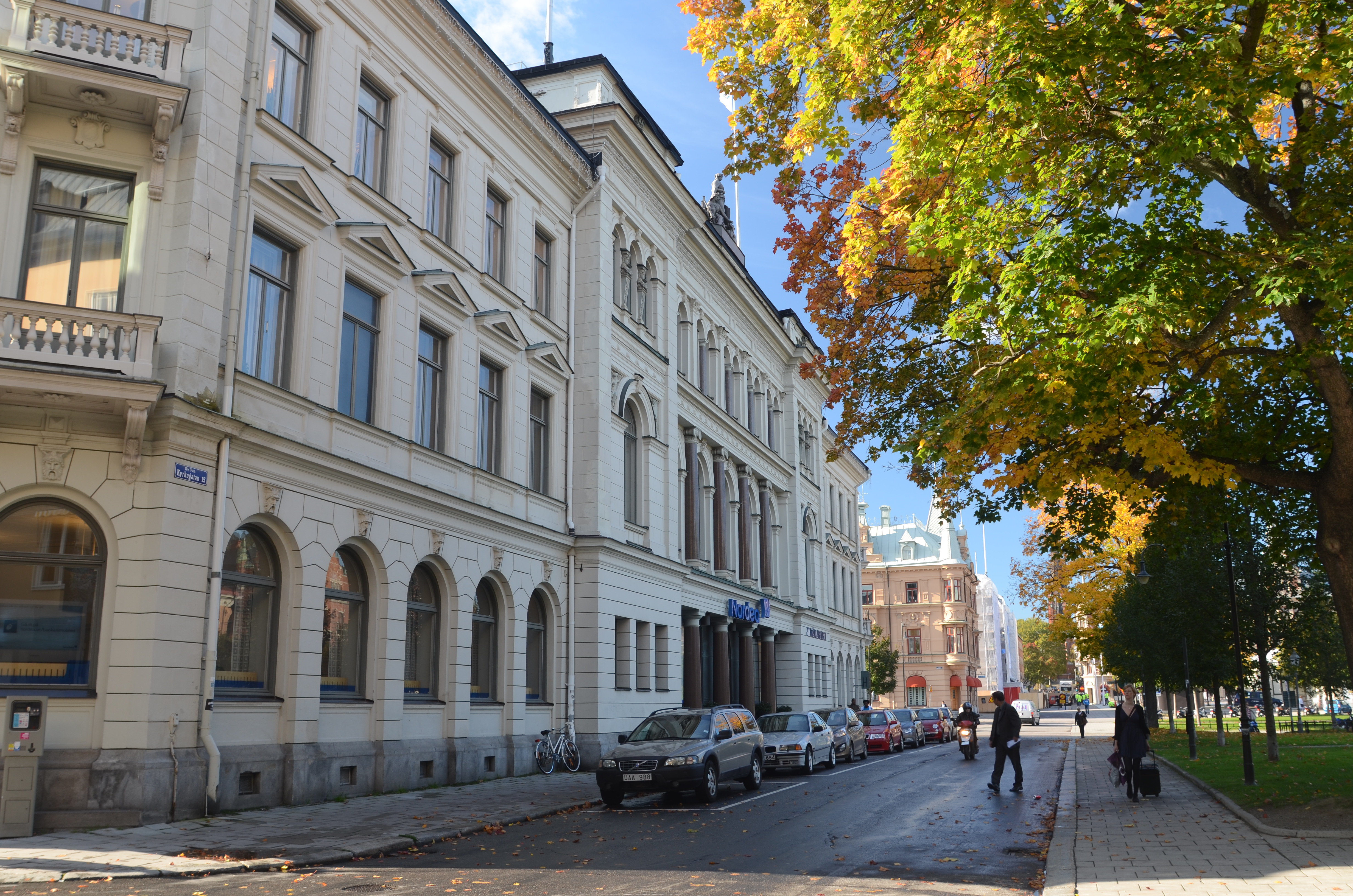
Sundsvallsbankens huvudkontor i Sundsvall; idag Nordeas bankkontor